# Joachim Rock
Joachim Rock (* 11. März 1974 in Bad Arolsen) ist Hauptgeschäftsführer des Deutschen Paritätischen Wohlfahrtsverbandes.

## Leben
Von 1995 bis 1998 absolvierte Rock ein duales Studium an der Verwaltungsfachhochschule Hessen. Parallel war er als Inspektoranwärter beim Landeswohlfahrtsverband Hessen tätig. Er schloss das Studium als Diplom-Verwaltungswirt (FH) ab. Daran schloss sich von 1998 bis 2001 ein Studium an der Freien Universität Berlin an. Er schloss das Studium als Diplom-Politikwissenschaftler ab. Seit dem 1. August 2001 ist er beim Deutschen Paritätischen Wohlfahrtsverband tätig. Er war von 2001 bis 2006 persönlicher Referent der Bundesvorsitzenden Barbara Stolterfoht, von 2006 bis 2011 Grundsatz- und Europareferent und von 2011 bis 2024 Abteilungsleiter Sozial- und Europapolitik. Von 2022 bis 2024 leitete er darüber hinaus das politische Verbindungsbüro des Verbandes. 2009 wurde er mit einer Dissertation zur Bedeutung des Beihilfenrechts für die Spitzenverbände der Freien Wohlfahrtspflege an der Universität Kassel zum Dr. rer. pol promoviert. Seit 2009 ist er zudem als Dozent für Sozialmanagement an der Paritätischen Akademie tätig.
Zum 1. August 2024 wurde Rock als Nachfolger von Ulrich Schneider Hauptgeschäftsführer des Deutschen Paritätischen Wohlfahrtsverbandes.